# Gran Premio di superbike di Misano Adriatico 2001
Il Gran Premio di superbike di Misano Adriatico 2001 è stato l'ottava prova su tredici del campionato mondiale Superbike 2001, disputato il 24 giugno sul circuito di Misano, ha visto la vittoria di Troy Bayliss in gara 1, mentre la gara 2 è stata vinta da Ben Bostrom.
La vittoria nella gara valevole per il campionato mondiale Supersport è stata ottenuta da Jörg Teuchert, mentre la gara del campionato Europeo della classe Superstock viene vinta da Daniel Oliver.

## Risultati

### Gara 1

Troy Bayliss in piega sull'asfalto misanese con la sua Ducati 996 R: l'australiano fu il mattatore di gara 1 con vittoria e giro veloce.

#### Arrivati al traguardo[5]
| Pos. | Nº  | Pilota               | Squadra               | Motocicletta     | Giri | Tempo     | Griglia | Punti |
| ---- | --- | -------------------- | --------------------- | ---------------- | ---- | --------- | ------- | ----- |
| 1º   | 21  | Troy Bayliss         | Ducati Infostrada     | Ducati 996 R     | 25   | 40:23.410 | 6º      | 25    |
| 2º   | 155 | Ben Bostrom          | Ducati L&M            | Ducati 996 R     | 25   | +0:00.482 | 4º      | 20    |
| 3º   | 1   | Colin Edwards        | Castrol Honda         | Honda VTR1000 SP | 25   | +0:11.386 | 3º      | 16    |
| 4º   | 6   | Gregorio Lavilla     | Fuchs Kawasaki        | Kawasaki ZX 7RR  | 25   | +0:13.372 | 7º      | 13    |
| 5º   | 5   | Akira Yanagawa       | Fuchs Kawasaki        | Kawasaki ZX 7RR  | 25   | +0:16.203 | 10º     | 11    |
| 6º   | 100 | Neil Hodgson         | GSE Racing            | Ducati 996 RS    | 25   | +0:16.334 | 1º      | 10    |
| 7º   | 3   | Troy Corser          | Virgilio Aprilia Axo  | Aprilia RSV 1000 | 25   | +0:16.337 | 2º      | 9     |
| 8º   | 30  | Alessandro Antonello | Virgilio Aprilia Axo  | Aprilia RSV 1000 | 25   | +0:20.745 | 8º      | 8     |
| 9º   | 8   | Tadayuki Okada       | Castrol Honda         | Honda VTR1000 SP | 25   | +0:26.049 | 11º     | 7     |
| 10º  | 11  | Rubén Xaus           | Ducati Infostrada     | Ducati 996 R     | 25   | +0:34.104 | 12º     | 6     |
| 11º  | 52  | James Toseland       | GSE Racing            | Ducati 996 RS    | 25   | +0:34.412 | 14º     | 5     |
| 12º  | 4   | Pierfrancesco Chili  | Suzuki Alstare Corona | Suzuki GSX R750  | 25   | +0:34.505 | 13º     | 4     |
| 13º  | 99  | Steve Martin         | DFX Racing            | Ducati 996 RS    | 25   | +0:50.022 | 9º      | 3     |
| 14º  | 24  | Stéphane Chambon     | Suzuki Alstare Corona | Suzuki GSX R750  | 25   | +0:55.651 | 25º     | 2     |
| 15º  | 39  | Alessandro Gramigni  | Valli Moto 391        | Yamaha R7        | 25   | +0:57.206 | 18º     | 1     |
| 16º  | 27  | Bertrand Stey        | White Endurance       | Honda VTR1000 SP | 25   | +1:05.103 | 24º     |       |
| 17º  | 20  | Marco Borciani       | Pedercini             | Ducati 996 RS    | 25   | +1:06.714 | 20º     |       |
| 18º  | 31  | Michele Malatesta    | Kawasaki Bertocchi    | Kawasaki ZX 7RR  | 25   | +1:12.836 | 23º     |       |
| 19º  | 51  | Marty Craggill       | Pacific               | Ducati 996 RS    | 25   | +1:18.362 | 29º     |       |
| 20º  | 58  | Luca Pasini          | GiBi                  | Ducati 996 R     | 25   | +1:23.730 | 28º     |       |
| 21º  | 7   | Juan Borja           | Panavto Yamaha        | Yamaha R7        | 25   | +1:29.129 | 22º     |       |
| 22º  | 25  | Javier Rodríguez     | Ghelfi Art            | Honda VTR1000 R  | 24   | +1 giro   | 33º     |       |
| 23º  | 86  | Matteo Campana       | DCR                   | Ducati 996 R     | 24   | +1 giro   | 31º     |       |

#### Ritirati
| Nº  | Pilota           | Squadra              | Motocicletta        | Giri | Griglia |
| --- | ---------------- | -------------------- | ------------------- | ---- | ------- |
| 34  | Giuliano Sartoni | Albatech Giesse      | Ducati 996 RS       | 19   | 34º     |
| 41  | Ludovic Holon    | Kawasaki Bertocchi   | Kawasaki ZX 7RR     | 18   | 30º     |
| 55  | Régis Laconi     | Virgilio Aprilia Axo | Aprilia RSV 1000    | 17   | 5º      |
| 14  | Peter Goddard    | Benelli Sport        | Benelli Tornado 900 | 16   | 27º     |
| 113 | Paolo Blora      | DCR                  | Ducati 996 R        | 16   | 21º     |
| 46  | Mauro Sanchini   | Pedercini            | Ducati 996 RS       | 10   | 16º     |
| 22  | Lucio Pedercini  | Pedercini            | Ducati 996 RS       | 7    | 15º     |
| 36  | Broc Parkes      | Ducati NCR           | Ducati 996 RS       | 5    | 19º     |
| 23  | Jiří Mrkývka     | JM SBK               | Ducati 996 RS       | 5    | 32º     |
| 35  | Giovanni Bussei  | Ducati NCR           | Ducati 996 RS       | 0    | 26º     |
| 33  | Robert Ulm       | Gerin WSBK           | Ducati 996 RS       | 0    | 17º     |

### Gara 2

#### Arrivati al traguardo[6]
| Pos. | Nº  | Pilota               | Squadra               | Motocicletta     | Giri | Tempo     | Griglia | Punti |
| ---- | --- | -------------------- | --------------------- | ---------------- | ---- | --------- | ------- | ----- |
| 1º   | 155 | Ben Bostrom          | Ducati L&M            | Ducati 996 R     | 25   | 40:20.677 | 4º      | 25    |
| 2º   | 21  | Troy Bayliss         | Ducati Infostrada     | Ducati 996 R     | 25   | +0:07.547 | 6º      | 20    |
| 3º   | 6   | Gregorio Lavilla     | Fuchs Kawasaki        | Kawasaki ZX 7RR  | 25   | +0:12.483 | 7º      | 16    |
| 4º   | 30  | Alessandro Antonello | Virgilio Aprilia Axo  | Aprilia RSV 1000 | 25   | +0:15.069 | 8º      | 13    |
| 5º   | 8   | Tadayuki Okada       | Castrol Honda         | Honda VTR1000 SP | 25   | +0:18.050 | 11º     | 11    |
| 6º   | 11  | Rubén Xaus           | Ducati Infostrada     | Ducati 996 R     | 25   | +0:26.912 | 12º     | 10    |
| 7º   | 36  | Broc Parkes          | Ducati NCR            | Ducati 996 RS    | 25   | +0:29.588 | 19º     | 9     |
| 8º   | 52  | James Toseland       | GSE Racing            | Ducati 996 RS    | 25   | +0:30.862 | 14º     | 8     |
| 9º   | 3   | Troy Corser          | Virgilio Aprilia Axo  | Aprilia RSV 1000 | 25   | +0:33.192 | 2º      | 7     |
| 10º  | 4   | Pierfrancesco Chili  | Suzuki Alstare Corona | Suzuki GSX R750  | 25   | +0:38.494 | 13º     | 6     |
| 11º  | 1   | Colin Edwards        | Castrol Honda         | Honda VTR1000 SP | 25   | +0:47.174 | 3º      | 5     |
| 12º  | 39  | Alessandro Gramigni  | Valli Moto 391        | Yamaha R7        | 25   | +0:52.147 | 18º     | 4     |
| 13º  | 24  | Stéphane Chambon     | Suzuki Alstare Corona | Suzuki GSX R750  | 25   | +0:56.119 | 25º     | 3     |
| 14º  | 35  | Giovanni Bussei      | Ducati NCR            | Ducati 996 RS    | 25   | +0:57.719 | 26º     | 2     |
| 15º  | 46  | Mauro Sanchini       | Pedercini             | Ducati 996 RS    | 25   | +0:59.291 | 16º     | 1     |
| 16º  | 100 | Neil Hodgson         | GSE Racing            | Ducati 996 RS    | 25   | +1:00.142 | 1º      |       |
| 17º  | 113 | Paolo Blora          | DCR                   | Ducati 996 R     | 25   | +1:06.272 | 21º     |       |
| 18º  | 27  | Bertrand Stey        | White Endurance       | Honda VTR1000 SP | 25   | +1:10.228 | 24º     |       |
| 19º  | 7   | Juan Borja           | Panavto Yamaha        | Yamaha R7        | 25   | +1:25.711 | 22º     |       |
| 20º  | 23  | Jiří Mrkývka         | JM SBK                | Ducati 996 RS    | 24   | +1 giro   | 32º     |       |

#### Ritirati
| Nº | Pilota            | Squadra              | Motocicletta        | Giri | Griglia |
| -- | ----------------- | -------------------- | ------------------- | ---- | ------- |
| 55 | Régis Laconi      | Virgilio Aprilia Axo | Aprilia RSV 1000    | 21   | 5º      |
| 5  | Akira Yanagawa    | Fuchs Kawasaki       | Kawasaki ZX 7RR     | 18   | 10º     |
| 31 | Michele Malatesta | Kawasaki Bertocchi   | Kawasaki ZX 7RR     | 16   | 23º     |
| 99 | Steve Martin      | DFX Racing           | Ducati 996 RS       | 14   | 9º      |
| 20 | Marco Borciani    | Pedercini            | Ducati 996 RS       | 12   | 20º     |
| 33 | Robert Ulm        | Gerin WSBK           | Ducati 996 RS       | 11   | 17º     |
| 51 | Marty Craggill    | Pacific              | Ducati 996 RS       | 9    | 29º     |
| 22 | Lucio Pedercini   | Pedercini            | Ducati 996 RS       | 4    | 15º     |
| 34 | Giuliano Sartoni  | Albatech Giesse      | Ducati 996 RS       | 3    | 34º     |
| 14 | Peter Goddard     | Benelli Sport        | Benelli Tornado 900 | 2    | 27º     |
| 58 | Luca Pasini       | GiBi                 | Ducati 996 R        | 2    | 28º     |
| 25 | Javier Rodríguez  | Ghelfi Art           | Honda VTR1000 R     | 1    | 33º     |

### Supersport

#### Arrivati al traguardo
| Pos. | Nº | Pilota               | Squadra                      | Motocicletta    | Giri | Tempo     | Punti |
| ---- | -- | -------------------- | ---------------------------- | --------------- | ---- | --------- | ----- |
| 1º   | 1  | Jörg Teuchert        | Wilbers Suspension           | Yamaha YZF R6   | 23   | 38'26.298 | 25    |
| 2º   | 6  | Iain MacPherson      | Fuchs Kawasaki               | Kawasaki ZX 6R  | 23   | +0.084    | 20    |
| 3º   | 2  | Paolo Casoli         | Yamaha Belgarda              | Yamaha YZF R6   | 23   | +0.419    | 16    |
| 4º   | 99 | Fabien Foret         | Ten Kate Honda               | Honda CBR 600   | 23   | +2.460    | 13    |
| 5º   | 21 | Chris Vermeulen      | Castrol Honda                | Honda CBR 600   | 23   | +3.633    | 11    |
| 6º   | 37 | Katsuaki Fujiwara    | Suzuki Alstare Corona Extra  | Suzuki GSX R600 | 23   | +4.064    | 10    |
| 7º   | 69 | James Whitham        | Yamaha Belgarda              | Yamaha YZF R6   | 23   | +8.055    | 9     |
| 8º   | 8  | Andrew Pitt          | Fuchs Kawasaki               | Kawasaki ZX 6R  | 23   | +18.531   | 8     |
| 9º   | 5  | Karl Muggeridge      | Suzuki Alstare Corona Extra  | Suzuki GSX R600 | 23   | +18.638   | 7     |
| 10º  | 12 | Piergiorgio Bontempi | T. Italia Lorenzini by Leoni | Yamaha YZF R6   | 23   | +18.999   | 6     |
| 11º  | 55 | Nello Russo          | Parimotor                    | Yamaha YZF R6   | 23   | +19.125   | 5     |
| 12º  | 14 | Christophe Cogan     | Saveko Dee Cee Jeans         | Yamaha YZF R6   | 23   | +19.245   | 4     |
| 13º  | 42 | Alessio Corradi      | Italia Alpha Centauri        | Yamaha YZF R6   | 23   | +32.490   | 3     |
| 14º  | 53 | Camillo Mariottini   | Ducati NCR                   | Ducati 748      | 23   | +35.685   | 2     |
| 15º  | 15 | Werner Daemen        | Yamaha Belgium               | Yamaha YZF R6   | 23   | +35.841   | 1     |
| 16º  | 40 | Shannon Johnson      | Moto 1 Honda Elf Dhold       | Honda CBR 600   | 23   | +36.092   |       |
| 17º  | 23 | Dean Thomas          | Dienza Ducati Racing         | Ducati 748      | 23   | +37.295   |       |
| 18º  | 16 | Christer Lindholm    | Yamaha Belgium               | Yamaha YZF R6   | 23   | +43.930   |       |
| 19º  | 65 | Jan Hanson           | Saveko Dee Cee Jeans         | Yamaha YZF R6   | 23   | +44.765   |       |
| 20º  | 71 | Davide Bulega        | Lightspeed/Ducci Promo       | Yamaha YZF R6   | 23   | +45.210   |       |
| 21º  | 56 | Roberto Antonello    | DFX Racing                   | Ducati 748      | 23   | +1'03.985 |       |
| 22º  | 54 | Alessandro Polita    | GiMotor Sport                | Yamaha YZF R6   | 23   | +1'10.408 |       |

#### Ritirati
| Nº | Pilota                 | Squadra                      | Motocicletta    | Giri |
| -- | ---------------------- | ---------------------------- | --------------- | ---- |
| 7  | Pere Riba              | Ten Kate Honda               | Honda CBR 600   | 22   |
| 57 | Arnaud van den Bossche | Lightspeed/Ducci Promo       | Yamaha YZF R6   | 18   |
| 28 | Sébastien Le Grelle    | Moto 1 Honda Elf Dhold       | Honda CBR 600   | 17   |
| 18 | Cristiano Migliorati   | BKM Honda                    | Honda CBR 600   | 16   |
| 31 | Vittorio Iannuzzo      | DMR Suzuki Italia            | Suzuki GSX R600 | 10   |
| 4  | Christian Kellner      | Wilbers Suspension           | Yamaha YZF R6   | 10   |
| 22 | Vittoriano Guareschi   | Dienza Ducati Racing         | Ducati 748      | 10   |
| 11 | Kevin Curtain          | BKM Honda                    | Honda CBR 600   | 9    |
| 9  | Fabrizio Pirovano      | DMR Suzuki Italia            | Suzuki GSX R600 | 7    |
| 19 | Agustín Escobar        | Yamaha d'Antin               | Yamaha YZF R6   | 6    |
| 24 | Adam Fergusson         | Alpha Technick Castrol       | Honda CBR 600   | 5    |
| 17 | Ivan Clementi          | GiMotor Sport                | Yamaha YZF R6   | 4    |
| 35 | Stefano Cruciani       | T. Italia Lorenzini by Leoni | Yamaha YZF R6   | 0    |
| 25 | Markus Barth           | Alpha Technick Castrol       | Honda CBR 600   | 0    |

### Superstock

#### Arrivati al traguardo
| Pos. | Nº | Pilota              | Squadra               | Motocicletta     | Giri | Tempo     | Punti |
| ---- | -- | ------------------- | --------------------- | ---------------- | ---- | --------- | ----- |
| 1º   | 7  | Daniel Oliver       | FBC Racing            | Aprilia RSV R    | 12   | 20'19.359 | 25    |
| 2º   | 23 | Mark Heckles        | Rumi                  | Honda CBR 900    | 12   | +0.674    | 20    |
| 3º   | 28 | Giacomo Romanelli   | DMR Suzuki Italia     | Suzuki GSX R1000 | 12   | +4.343    | 16    |
| 4º   | 42 | Benny Jerzenbeck    | Steinhausen Racing    | Suzuki GSX R1000 | 12   | +12.391   | 13    |
| 5º   | 5  | Dario Tosolini      | Pedercini             | Ducati 996S      | 12   | +14.258   | 11    |
| 6º   | 52 | Gianluca Battisti   | GLB 2000 Racing       | Suzuki GSX R1000 | 12   | +30.181   | 10    |
| 7º   | 20 | Raffaello Fabbroni  | Rumi                  | Honda CBR 900    | 12   | +33.970   | 9     |
| 8º   | 30 | Michael Weynand     | East Belgium Racing   | Yamaha R1        | 12   | +34.284   | 8     |
| 9º   | 33 | Riccardo Ricci      | Celani                | Suzuki GSX R1000 | 12   | +34.663   | 7     |
| 10º  | 22 | Benjamin Nabert     | Suzuki Stefan Schmidt | Suzuki GSX R1000 | 12   | +34.977   | 6     |
| 11º  | 31 | Ludovic Fourreau    | Arbr 'A' Cames        | Suzuki GSX R1000 | 12   | +39.910   | 5     |
| 12º  | 69 | Yann Gyger          | White Endurance       | Honda CBR 900    | 12   | +43.252   | 4     |
| 13º  | 90 | Lorenzo Mauri       | Pedercini             | Ducati 996S      | 12   | +44.038   | 3     |
| 14º  | 18 | John Bakker         | Flanders Motor Racing | Ducati 996S      | 12   | +44.366   | 2     |
| 15º  | 36 | Alex Martinez       | Aprilia Desmo Racing  | Aprilia RSV R    | 12   | +45.792   | 1     |
| 16º  | 27 | Francesco Rafanelli | Ghelfi Art            | Honda CBR 900    | 12   | +56.515   |       |
| 17º  | 29 | Steve Coopman       | East Belgium Racing   | Yamaha R1        | 12   | +1'01.751 |       |
| 18º  | 77 | Niklas Carlberg     | Yamaha Sweden         | Yamaha R1        | 12   | +1'01.928 |       |

#### Ritirati
| Nº | Pilota               | Squadra                 | Motocicletta     | Giri |
| -- | -------------------- | ----------------------- | ---------------- | ---- |
| 45 | Gianluca Vizziello   | GiMotor Sport           | Yamaha R1        | 10   |
| 16 | Lorenzo Alfonsi      | DFX Racing              | Ducati 996S      | 10   |
| 26 | Andi Notman          | Redwood Racing          | Suzuki GSX R1000 | 9    |
| 35 | Paul Mooijman        | Saveko Dee Cee Jeans    | Yamaha R1        | 8    |
| 1  | James Ellison        | Hi-Peak Crescent Suzuki | Suzuki GSX R1000 | 6    |
| 19 | Walter Tortoroglio   | DMR Suzuki Italia       | Suzuki GSX R1000 | 6    |
| 53 | Marco Tessarolo      | Brave                   | Suzuki GSX R1000 | 6    |
| 2  | Markus Wegscheider   | Suzuki Stefan Schmidt   | Suzuki GSX R1000 | 5    |
| 34 | Didier Van Keymeulen | BKM Honda Racing        | Honda CBR 900    | 2    |
| 76 | Günther Knobloch     | Yamaha Teuchert         | Yamaha R1        | 2    |
| 4  | Olivier Four         | Tech 2000               | Suzuki GSX R1000 | 1    |
| 21 | Koen Vleugels        | KS Racing               | Yamaha R1        | 1    |
| 32 | Enrico Pasini        | Pedercini               | Ducati 996S      | 0    |